# Myzostoma chinesicum
Myzostoma chinesicum is een ringworm uit de familie Myzostomatidae.
Myzostoma chinesicum werd in 1884 voor het eerst wetenschappelijk beschreven door Graff.